# Harald Philipp
Harald Philipp (Amburgo, 24 marzo 1921 – Berlino, 5 luglio 1999) è stato un regista, sceneggiatore e attore tedesco che ha lavorato sia nel cinema che nella televisione.

## Filmografia parziale

### Regista
- Das alte Försterhaus
- Siebenmal in der Woche
- Träume von der Südsee (1957)
- Heute blau und morgen blau (1957)
- La morte sul trapezio (Rivalen der Manege) (1958)
- Der Czardas-König (1958)
- Sabotaggio (1960)
- Danza di guerra per Ringo (1965)
- Il giorno più lungo di Kansas City (1966)
- Katiuscia (Liebesnächte in der Taiga) (1967)
- La morte bussa due volte (Blonde Köder für den Mörder) (1969)

- Morte sul Tamigi (Die Tote aus der Themse) (1971)